# Fuensanta de Martos
Fuensanta de Martos és un municipi situat en l'Àrea metropolitana de Jaén (Andalusia). Limita amb Martos, Los Villares i Valdepeñas de Jaén. Està situat a 725 m d'altitud i posseeix 53,32 km² de superfície. Amb 3.326 habitants, 1.665 barons i 1.661 dones (INE-2006). Pertanyen a Fuensanta les següents entitats de població: 
- El Regüelo
- Los Encinares
- Vadohornillo (La Ribera).